# Briey
Briey är en kommun i departementet Meurthe-et-Moselle i regionen Grand Est (tidigare regionen Lorraine) i nordöstra Frankrike. Kommunen ligger i kantonen Briey som tillhör arrondissementet Briey. År 2018 hade Briey 5 674 invånare.

## Befolkningsutveckling
Antalet invånare i kommunen Briey
| Referens: INSEE |